# Harvey William Burk
Pour les articles homonymes, voir Burk (homonymie).
Harvey William Burk (1822-13 octobre 1907) est un homme politique canadien de l'Ontario. Il est député fédéral libéral de la circonscription ontarienne de Durham-Ouest à partir d'une élection partielle en 1874 à 1879.

## Biographie
Ne à Darlington Township dans le Haut-Canada, Burk opère une ferme à Bowmanville. Il entame une carrière publique en tant que préfet du canton de 1873 à 1874. 
Élu lors d'une élection partielle en 1874, il est réélu en 1878. Il démission peu après, en 1879, afin de permettre au chef libéral Edward Blake d'être élu.
Sa fille, Mary Emily, épouse Sam Hughes qui sert comme ministre de la Milice et de la Défense du Canada au début de la Première Guerre mondiale.